# شهید (ترانه)
«شهید» (به انگلیسی: Martyr) تک‌آهنگی از گروه موج نوی دپش مُد است که در اکتبر ۲۰۰۶ منتشر شد.
این تک‌آهنگ که پیش از انتشار آلبوم برگزیده آثار دپش مد با نام بهترین‌ها: بخش یکم به‌عنوان بخشی از تبلیغات آن منتشر شد، در هیچ‌کدام از آلبوم‌های پیشین گروه وجود نداشت و به‌عنوان یک ترانهٔ جدید در همان آلبوم برگزیدهٔ آثار، گنجانده شد. «شهید» ۴۵اُمین تک‌آهنگ دپش مد بود که در بریتانیا منتشر می‌شد و ۳۵اُمین تک‌آهنگ دپش مد در بریتانیا بود که به جمع ۲۰ تک‌آهنگ پرفروش روز آن کشور راه می‌یافت. نام این ترانه در ابتدا «شهید عشق» بود و قرار بود یکی از قطعه‌های آلبوم بازی کردن فرشته (۲۰۰۵) باشد اما از آن آلبوم حذف شد و یک‌سال بعد همراه با آلبوم بهترین‌های‌شان روانهٔ بازار شد.
«شهید» در زمان انتشارش در ایتالیا، لهستان و اسپانیا پرفروش‌ترین و در آلمان و مجارستان دومین تک‌آهنگ پرفروش روز شد.